# Rastinsaari (ö i Näkkäläjärvi, Enontekis)
Rastinsaari, enaresamiska: Rástásuolu, är en ö i Finland. Den ligger i sjön Näkkäläjärvi och i kommunen Enontekis i den ekonomiska regionen  Fjäll-Lappland  och landskapet Lappland, i den norra delen av landet, 900 km norr om huvudstaden Helsingfors. Öns area är 1,6 hektar och dess största längd är 270 meter i nord-sydlig riktning.